# Far bretón

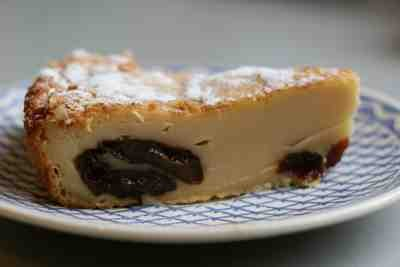
Porción de far con ciruelas pasas.

El far bretón (o farz fourn en bretón) es una especialidad gastronómica de la región francesa de Bretaña. Se trata de una tarta de contextura similar a un flan consistente, cuya masa se compone de harina de trigo, leche, mantequilla, huevo y azúcar. Suele llevar ciruelas pasas (aunque la receta tradicional no lleva fruta) que se pueden sustituir por uvas pasas, o manzanas si no gustan las pasas. Se suele perfumar con ron o con vainilla.